# Bataille de Fancheng
Guerres de la fin de la dynastie Han
La bataille de Fancheng (chinois simplifié : 樊城之战 ; chinois traditionnel : 樊城之戰 ; pinyin : Fánchéng Zhī Zhàn) qui a lieu en 219, à la fin de la dynastie Han, oppose les troupes du seigneur de guerre Liu Bei à celles de son rival Cao Cao et s’achève par une victoire à la Pyrrhus de Cao Cao. Cette bataille doit son nom à la forteresse de Fancheng (樊城), aussi connue sous le nom de château de Fan ou ville de Fan, qui a aujourd'hui disparu et qui se trouvait dans la région correspondant à l'actuel district de Fancheng, Xiangyang, Hubei.

## Situation avant la bataille
En octobre 218, Hou Yin (侯音), un des généraux de Cao Cao, et son bras droit Wei Kai (衛開) de Wan (宛), se rebellent contre leur maître. Ils prennent le commandement d'un groupe de mutins fort de plusieurs centaines de soldats et demandent de l'aide à Guan Yu. Il faut quatre mois à Cao Ren, un autre général de Cao Cao, pour écraser la rébellion en réussissant à tuer Hou Yin et Kai Wei. Pendant tout le temps que dure cette répression, Guan Yu ne répond pas aux demandes des rebelles. Dans le même temps, après s'être emparé de Hanzhong en battant Cao Cao en mai 219, Liu Bei annexe de nouveaux territoires en juin 219 en envoyant Meng Da et Liu Feng s'emparer des commanderies de Fangling (房陵) et Shangyong (上庸).
Cette série de révolte et de déboires contraint Cao Cao à être temporairement sur la défensive.Sun Quan, un seigneur de guerre basé au Jiangdong et allié de Liu bei, décide de profiter de l’occasion pour attaquer Cao Cao, tandis que ses soldats sont encore en train de se regrouper ou de se reposer après avoir subi une défaite.
Réalisant que Liu Bei et Sun Quan sont tous deux sur le point de l'attaquer, Cao Cao prévoit de lancer une attaque préventive sur la province de Jing (荊州), et plus précisément sur la partie de cette province qui est contrôlée par Liu et défendue par Guan Yu. Cao Cao pense que Liu Bei va devoir arrêter son offensive dans le Nord pour consolider ses gains territoriaux, ce qui implique qu'il n’aura pas les moyens militaires de repousser une attaque contre la province de Jing. Toutefois, Cao est obligé d'annuler son plan, car ses troupes ont encore besoin de temps pour récupérer, se regrouper et se réapprovisionner après la campagne pour réprimer la rébellion de Hou Yin et Kai Wei, et les revers subis lors de la campagne de Hanzhong. Ses troupes, usées et fatiguées, ne sont pas prêtes pour une autre campagne.

## La bataille

### Premiers affrontement
En juillet, 219, Sun Quan mobilise ses troupes et se prépare à attaquer Hefei, pendant que celles de Cao Cao sont transférées dans la région située au sud de la rivière Huai pour repousser l’éventuelle invasion. Saisissant l’occasion, Guan Yu décide de son propre chef de lancer une offensive contre Cao Cao. Mi Fang, l'administrateur de la Commanderie de Nan (南郡) a reçu l'ordre de rester en arrière pour garder Jiangling (江陵), la ville principale de Nan, tandis que le général Shi Ren doit lui assurer la garde de Gong'an (公安). En face d'eux, l'armée la plus importante de Liu Bei dans la région est celle dirigée par Guan Yu et avec laquelle il se prépare à attaquer les places fortes de Cao Cao dans le Nord.
L'objectif principal de cette campagne n’est pas clairement établi, mais Guan Yu conduit son armée vers le nord, le long des rives de la rivière Han, jusqu'à Fancheng, qu'il assiège. De par la route qu'il a prise et du fait que Guan Yu a choisi de concentrer le gros de ses troupes sur Fancheng, son objectif premier semble être la conquête de la commanderie de Nanyang. Dans un premier temps, les villes attaquées ne sont pas bien défendues, car Cao Ren est encerclé à Fancheng, pendant que Lü Chang (呂常) l'est à Xiangyang (襄陽), ce qui les met tous les deux dans l'incapacité de défendre le reste de la commanderie. Lorsqu'il est mis au courant de la situation, Cao Cao donne l'ordre à Yu Jin de partir aider Cao Ren. Une fois sur place, Jin installe son camp sur un terrain situé à environ 4 km au nord de Fancheng, dans une zone située en contrebas de la ville. Alors qu'Yu Jin commence à préparer une contre-offensive, le général Pang De vient le voir. Comme ce dernier a été au service de Ma Chao avant de rejoindre le camp de Cao Cao, sa loyauté est régulièrement mise en doute. Afin de prouver qu'il est fidèle à Cao, De se porte volontaire pour diriger un détachement et attaquer Guan Yu. Yu Jin accepte sa requête et Pang De lance une série d'attaques contre Guan Yu, obligeant ce dernier à se replier à plusieurs reprises. À une occasion, Pang De décoche une flèche qui se plante dans le casque de Guan Yu. Après cet exploit, De Pang est connu et craint par ses ennemis comme étant le "Général au Cheval Blanc", à cause de la couleur du cheval qu'il montait le jour où il a décoché cette fameuse flèche.
Cependant, même si Guan Yu n'arrive pas à vaincre Pang De au combat, il conserve le contrôle des voies d'eau de la région et Fancheng est toujours parfaitement encerclé par ses troupes. Quelques déboires sur le champ de bataille sont loin d’être suffisants pour décourager Guan Yu.

### Retournement de situation

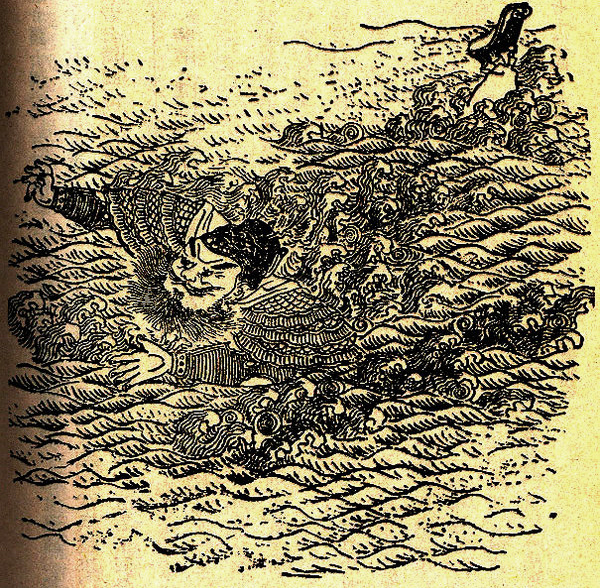
Pang De lors de l'inondation de la rivière Han, durant la bataille de Fancheng. Illustration extraite d'un édition du Roman des trois Royaumes datant de la dynastie Qing

En août, de fortes pluies provoquent une crue de la rivière Han, qui inonde le camp de Yu Jin. Les troupes sous les ordres de ce dernier sont complètement anéanties par la catastrophe naturelle, 40 000 soldats étant morts ou portés disparus et 30 000 autres sont capturés par la marine de Guan Yu, dont Pang De et Yu Jin. Si Yu supplie pour être épargné et se rend, Pang refuse de se mettre au service de Guan Yu et est exécuté. Cao Ren, et plusieurs milliers de ses soldats ayant survécu à la crue, sont obligés de rester sur la défensive, en sécurité derrière les murs de la forteresse. À l’époque, le général Xu Huang est en poste en Wancheng, avec des troupes composées uniquement de nouvelles recrues. Il n'a pas alors les moyens de se porter au secours de Cao Ren et doit se contenter de fortifier la ville où il est en poste. De leur côté, Hu Xiu (胡修), l’inspecteur de la province de Jing, Hu Xiu (胡修) et Fu Fang (傅方), l'administrateur de la ville de Nan, sentent le vent tourner et font tous deux défection au profit de Guan Yu. Dans le même temps, les chefs des rebelles des villes de Liang (梁), Xia (郟) et Luhun (陸渾) se rallient également à Guan Yu.
Après la destruction de l'armée de Yu Jin et cette série de ralliements, Guan Yu représente une telle menace pour Cao Cao, que ce dernier envisage de déplacer sa capitale. Lorsque Cao demande leur avis à ses conseillers Sima Yi et Jiang Ji (蔣濟), ces derniers s’opposent fermement aux projets de leur maître. Ils soulignent, au contraire, que l’alliance entre Liu Bei et Sun Quan est fragile en raison de la rivalité existant entre les deux hommes pour le contrôle de la province de Jing. Selon eux, une victoire de Guan Yui affermirait le contrôle de Liu Bei sur Jing, ce qui ne représente pas une bonne nouvelle pour Sun Quan. Ils suggèrent donc à Cao Cao d'envoyer un émissaire à Sun Quan et de reconnaître ce dernier comme seul maître de Jiangnan, s'il s'engage à attaquer les arrières de Guan Yu.
Au départ, Sun Quan ne répond pas à l'offre de Cao Cao et envoie un émissaire à Guan Yu pour lui exprimer son souhait d'organiser un mariage entre son propre fils et la fille de Yu. En guise de réponse, Guan Yu insulte l’émissaire et rejette la proposition de mariage, exaspérant ainsi Sun Quan, bien qu'il s'agisse d'un allié que Liu Bei ne pouvait pas se permettre de perdre. Par la suite, la victoire initiale va se révéler être le prélude d'une catastrophe pour Yu, car il devient alors beaucoup trop confiant en ses propres capacités. En effet, Guan Yu n'a pas l’expérience nécessaire pour gérer une immense armée ; or depuis sa victoire, le nombre de soldats sous ses ordres a presque doublé, les 30 000 hommes qu'il a capturés plus tôt ayant rejoint son armée. Pour nourrir autant de soldats, les provisions prévues ne suffisent plus et Guan Yu envoie des troupes pour confisquer, par la force, les grains stockés par Sun Quan à la frontière de ses territoires. Cette confiscation et les insultes faites à ses envoyés irritent Sun Quan au plus haut point et il finit par accepter l'idée de rompre l’alliance avec Liu Bei.
Lors du déclenchement de la bataille, Liu Bei est le maître de trois des commanderies de la province de Jing : Nan, Lingling et Wuling. La taille et la richesse de ces commanderies font que, des trois seigneurs de guerre qui se partagent la province, c'est lui qui a la part la moins importante.

### Enlisement de la situation
Après s'être emparé des vivres de Sun Quan, Guan Yu envoie des demandes de renforts à Jiangling et Gong'an pour assiéger la cité inondée de Fancheng. Bien que n'ayant plus que quelques milliers de soldats sous ses ordres, Cao Ren souffrait également d'un manque de vivres et commença à envisager la possibilité d'abandonner la ville. Cependant, Man Chong, l’administrateur de Runan, réussit à faire changer d'avis Cao Ren. Il commence par lui rappeler que ce déluge et les inondations ne sont que temporaires et que, tôt ou tard, le niveau de l'eau va redevenir normal. Ensuite, Man Chong lui fait remarquer que si l'avant-garde de Guan Yu a déjà avancé jusqu’au Xian de Jia (郏), le gros de ses troupes n'a pas osé suivre, car Yu craint d'être coupé de ses arrières et attaqué des deux côtés. Les bastions stratégiques de Fancheng et Xiangyang sont encore entre les mains de Cao Cao, ce qui fait peser une grave menace sur les armées ennemies qui tenteraient d'avancer en laissant derrière elle ces deux villes. Man Chong explique à Cao Ren que si les deux forteresses sont abandonnées, l’ensemble de la région du sud du fleuve Jaune sera en danger d’être envahie par l’ennemi. En effet, non seulement la région qui est attaquée par Guan Yu serait perdue, mais la vaste région de l’est tomberait probablement entre les mains de Sun Quan, car si Guan Yu décidait d'avancer dans cette direction, les forces de Cao Cao seraient prises entre deux feux. Man Chong conclut que ces deux citadelles doivent être tenues à tout prix, et que leurs défenseurs doivent se battre jusqu'au dernier homme. Convaincu par le discours de son conseiller, Cao Ren renforce les défenses et augmente les effectifs de ses troupes en recrutant tous les hommes disponibles dans la ville et en faisant le tour de la cité pour rallier tous ses soldats. Finalement, il se retrouve avec plus de 10 000 hommes sous ses ordres.
Xu Huang ayant reçu l'ordre d'aider Cao Ren, Cao Cao envoie deux généraux, Xu Shang (徐商) et Lü Jian (呂建), pour conduire des renforts supplémentaires auprès de Huang. Pour mettre toutes les chances de son côté, Cao donne également l'ordre à Xu Huang de ne pas attaquer avant l'arrivée de la totalité des renforts. En attendant l'arrivée de ces renforts, Xu Huang avance jusqu'à la pente de Yangling (陽陵), qui est située au nord de Fancheng. Comme la majorité des troupes sous ses ordres sont des nouvelles recrues, Huang exécute fidèlement les ordres de Cao Cao et reste sur une position strictement défensive en refusant d'attaquer Guan Yu. Ce dernier est au courant de la situation de Xu Huang et l'inexpérience des troupes de ce dernier, couplée à l’excès de confiance qu'il développe depuis sa victoire, il ignore complètement la menace que représente Huang et commet une grave erreur en divisant ses troupes et en envoyant une autre armée à Xiangyang, croyant à tort que Fancheng tomberait facilement entre ses mains. Toutefois, grâce aux efforts de Cao Ren, la ville reste imprenable.
Guan Yu commet une nouvelle erreur en laissant son avant-garde avancer trop loin en avant du gros de ses troupes, ce qui l’empêche de réunir rapidement toutes ses troupes en cas de besoin, à un moment où il ne pouvait pas se permettre de diviser ses forces. Voyant que l’avant-garde ennemie est à environ trois miles au nord de Fancheng, Xu Huang saisit l’occasion de prendre l'avantage sur Guan Yu. Il donne l'ordre de simuler le creusement d’une longue tranchée, donnant ainsi la fausse impression qu'il va couper l'avant-garde de Guan Yu de ses arrières. Ses ennemis tombent dans le piège et se retirent, ce qui permet à l'armée de Xu Huang de prendre la ville abandonnée de Yan (偃) et se rapprocher davantage du gros des troupes de Guan Yu. Lorsque ce mouvement de troupe a lieu, l'armée de Huang est assez grande pour constituer une menace pour Guan Yu, car 10 000 vétérans endurcis par les combats dirigés par Yin Shu (殷署) et Zhu Gai (朱蓋) se sont joints aux soldats de Huang.

### Stratégies

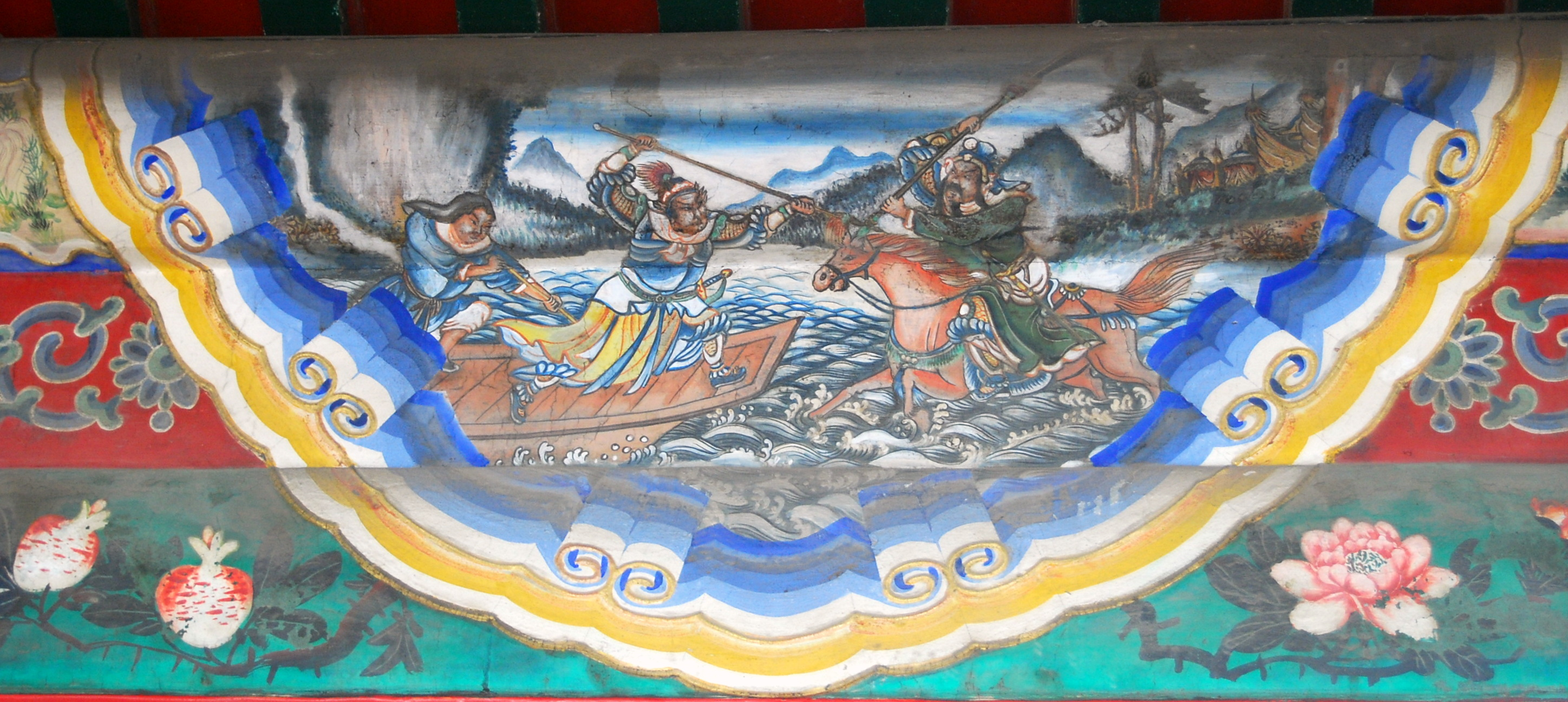
Guan Yu en train d'attaquer des soldats se trouvant dans un navire, sur une rivière.

Pendant que la situation s'enlise, l'émissaire que Cao Cao a envoyé auprès de Sun Quan revient avec une lettre de ce dernier. Quan informe Cao qu'il a prévu d'attaquer les bases arrière de Guan Yu et de s'emparer de la province de Jing. Sun Quan demande à Cao Cao de garder ce plan secret, pour éviter que Guan Yu n'ait la possibilité de se préparer. Si la plupart des conseillers de Cao Cao sont d’accord avec ce plan, Dong Zhao s’y oppose en soulignant que Liu Bei et Sun Quan sont deux adversaires de Cao Cao, même si Quan s'allie temporairement à Cao. Zhao pense que, sur le long terme, il serait dans l'intérêt de Cao Cao d'affaiblir ses deux adversaires, au lieu de laisser l'un d'entre eux devenir plus fort. Dans l’immédiat, si Guan Yu était mis au courant de l'attaque de Sun Quan contre ses arrières, il retirerait certainement son armée pour aller renforcer sa base dans la province de Jing et le siège de Fancheng serait levé. En outre, Fancheng est assiégé depuis un long moment et le moral des forces de Cao Cao est faible. Si cette information importante n'est pas transmise rapidement aux défenseurs, certaines personnes à l’intérieur de Fancheng pourrait tourner le dos à Cao Cao et se rallier à Guan Yu, car les vivres manquent cruellement. Enfin, Dong Zhao souligne que même si Guan Yu est mis au courant des intentions de Sun Quan, il ne va pas battre en retraite rapidement à cause de son caractère obstiné et de la confiance qu'il accorde aux défenses des deux villes de Jiangling et Gong'an.
Cao Cao et ses conseillers sont convaincus par Dong Zhao et font exactement ce qu’il a proposé. C'est ainsi que des copies de la lettre de Sun Quan sont envoyées, via des flèches, à l'intérieur de Fancheng et dans le camp de Guan Yu par les archers de Xu Huang. Le moral des défenseurs augmente, tandis que Guan Yu se retrouve face à un dilemme : poursuivre le siège ou se replier ? Il ne veut pas abandonner son expédition contre les forces de Cao Cao, car il pense que Sun Quan n’arrivera pas à s'emparer si facilement de Jiangling et Gong'an, ses bases arrière. Yu pense également que s'il réussit à vaincre ses ennemis, Sun Quan exploitera certainement l’occasion d’attaquer les défenses affaiblies de Cao Cao, au lieu de s'en prendre aux trois commanderies de Liu Bei. En effet, il semble à Guan Yu que Sun Quan a beaucoup plus à gagner en s'emparant de la vaste région située à l'est de l'aval du fleuve Yangtze et qui est contrôlée par Cao Cao qu’en prenant ces trois commanderies. Pendant que Guan Yu hésite, Cao Cao prend personnellement le commandement d'une autre armée de renfort et part rejoindre ses troupes sur le champ de bataille.

### Conclusion
Le campement du gros des troupes de Guan Yu se situe à Weitou (圍頭), tandis que le reste de l'armée se trouve à Sizhong (四冢). Xu Huang laisse se répandre une rumeur voulant qu'il se prépare à lancer un assaut contre le camp de Weitou, mais au lieu de cela, il lance une attaque surprise contre Sizhong. Craignant de perdre le camp de Sizhong, Guan Yu prend la tête d'une groupe de secours de 5 000 soldats. Mais l’attaque de Sizhong n’est qu'un leurre et Guan Yu tombe dans une embuscade tendue par des hommes de Xu Huang alors qu’il est en route pour Sizhong. Vaincu, Guan Yu se retire dans son camp principal, mais les troupes de Huang le suivent de si prés qu'elle réussissent à pénétrer dans le camp avant que les portes ne se referment. Le campement est envahi par les troupes de Cao Cao, qui tuent les transfuges Hu Xiu et Fu Fang. Ayant perdu son camp principal, Guan Yu est obligé de lever le siège de Fancheng et de se replier vers le sud.
Tous les commandants de Cao Cao présents sur la ligne de front veulent tirer profit de la situation et poursuivre Guan Yu, seul Zhao Yan (趙儼), le conseiller de l'armée, s'y oppose. Yan conseille de laisser partir Guan Yu, car lorsqu'il va revenir dans la province de Jing, il va devoir lutter contre Sun Quan, ce qui va affaiblir les deux adversaires de Cao Cao. Cao Ren est d’accord avec Zhao Yan et ne poursuit pas Guan Yu. Ce faisant, Ren a un très bon réflexe, car lorsque Cao Cao est mis au courant de la défaite et du repli de Guan Yu, il est déjà arrivé à la pente Mo (摩陂). Son premier geste est d'envoyer un émissaire à Cao Ren, lui interdisant de poursuivre Guan Yu, pour les mêmes raisons que celles énoncées par Zhao Yan.

## Conséquences
Lorsque Guan Yu revient vers le sud, il découvre que ses bases arrière de Jiangling et Gong'an se sont toutes les deux rendues aux troupes de Lü Meng, le commandant de l’armée de l’ouest de Sun Quan. En effet, Lü Meng a pris en otage les femmes et les enfants des hommes de Guan Yu, mais en traitant ses otages et l’ensemble des citoyens de la province de Jing avec le plus grand soin. Lorsque les soldats de Guan Yu apprennent que la province de Jing est tombée entre les mains de Sun Quan et que leurs familles sont entre de bonnes mains, ils perdent leur volonté de se battre et désertent.
Guan Yu, avec seulement une poignée d’hommes sous ses ordres, se retrouve isolé à Maicheng (麥城) avec les forces de Sun Quan qui l'encerclent sur trois côtés et celles de Cao Cao qui le bloquent du côté Nord. Dans une tentative désespérée, Guan Yu, ses derniers fidèles, son fils Guan Ping et son Commandant Zhao Lei, tentent de s'enfuir après avoir fait diversion, mais ils échouent et sont capturés après être tombés dans une embuscade tendue par Zhu Ran et Pan Zhang, deux généraux de Sun Quan, au niveau de la ville de Zhang (章). Guan Yu, Guan Ping et Zhao Lei sont ensuite exécutés à Linju (臨沮).

## Ordre de bataille
| - Général Qui Subjugue le Sud (征南將軍) Cao Ren - Administrateur de Runan (汝南太守) Man Chong - Conseiller de l'Armée (參軍) Zhao Yan (趙儼) - Général Lü Chang (呂常) - Général de la Droite (右將軍) Yu Jin (Se rend) - Général Qui Établit la Rigueur (立義將軍) Pang De(Capturé et exécuté) - Général Qui Conquiert les Bandits (平寇將軍) Xu Huang - Général Xu Shang (徐商) - Général Lü Jian (呂建) - Général Yin Shu (殷署) - Général Zhu Gai (朱蓋) | - Général de l'Avant-Garde (前將軍) Guan Yu - Hu Xiu (胡修), ancien Inspecteur de la province de Jing (荊州刺史), était au service de Cao Cao avant de rejoindre Guan Yu - Fu Fang (傅方), ancien Administrateur de la ville de Nan (南鄉太守), était au service de Cao Cao avant de rejoindre Guan Yu - Zhao Lei (趙累), Commandant de Guan Yu - Guan Ping, fils de Guan Yu - Yang Yi, ancien fonctionnaire de la province de Jing, qui était au service de Cao Cao avant de rejoindre Guan Yu - Liao Hua, secrétaire de Guan Yu - Sun Lang (孫狼), chef d'un groupe de paysans rebelles de Luhun (陸渾) |

## La bataille dans leRoman des Trois Royaumes

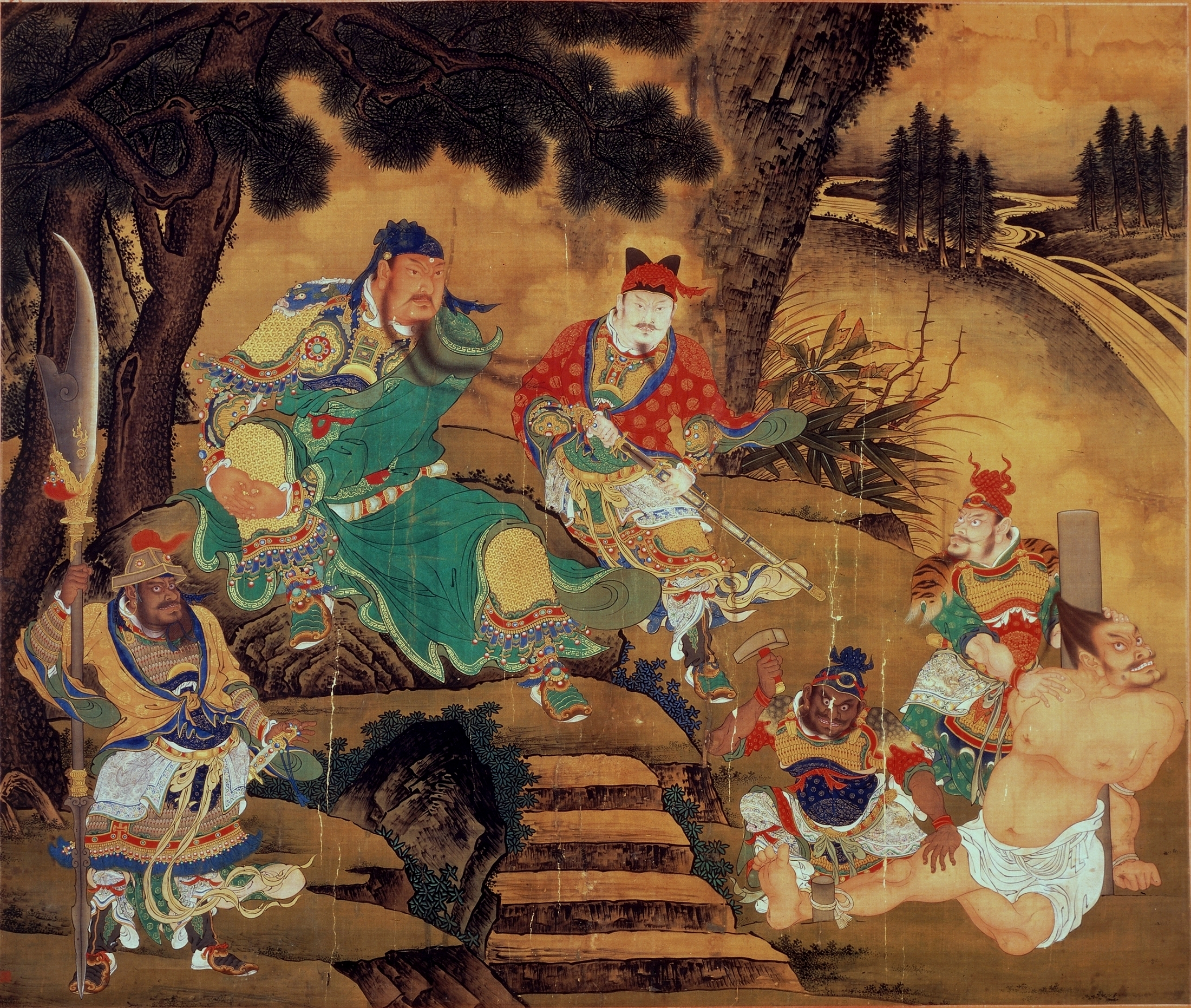
Guan Yu capturant Pang De. Peinture datant de la dynastie Ming réalisée par Shang Xi, vers 1430.

Dans le Roman des Trois Royaumes, un roman historique écrit par Luo Guanzhong, le déroulement de la bataille comporte des changements significatifs par rapport aux faits historiques. En premier lieu, l’inondation de la rivière Han n’est pas un phénomène naturel, mais une tactique utilisée par Guan Yu pour vaincre ses ennemis. Dans le roman, Yu fait ériger des barrages sur la rivière et les fait ouvrir pour noyer les armées de Cao Cao qui stationnent en contrebas, dans les plaines. Cet événement est connu sous le nom de Noyade des Sept Armées (水淹七軍). Pang De résiste aux troupes de Guan Yu et tente de s’échapper à la nage, mais il est finalement capturé par Zhou Cang, un des subordonnés de Yu. En revanche, Yu Jin est dépeint en train de se rendre en suppliant qu'on l'épargne.
Quelques semaines plus tard, Sun Quan, qui s'est secrètement allié avec Cao Cao, attaque l'armée de Guan Yu à Jiangling. Sun Quan surprend et défait les forces de Yu, forçant ce dernier à lever le siège de Fancheng et battre en retraite. Guan Yu et son fils, Guan Ping, tentent alors de rejoindre la province de Yi, ce qui correspond à peu près au bassin du Sichuan. En cours de route, ils sont capturés et exécutés par des soldats de Sun Quan.
Dans le roman, la force de Guan Yu est grandement exagérée pour obtenir un effet dramatique. L’exemple le plus évident de cette exagérations est que toute la province de Jing est dépeinte comme étant sous le contrôle de Liu Bei, alors qu'en réalité, elle est divisée en trois parties à l’époque, contrôlées respectivement par Bei, Cao Cao et Sun Quan. Bei contrôle la partie moins importante, tant en termes de population que de superficie, et ne peut lever que 25 000 hommes à la fois dans cette région. De plus, Guan Yu n'a que 15 000 hommes sous ses ordres au début de la bataille. Parmi les autres faits historiques importants non mentionnés dans le roman, il y a le fait que Cao Cao avait initialement prévu une attaque préemptive contre Guan Yu, mais il n'a pas pu mener son plan à terme, car il a dû mobiliser ses forces pour écraser la rébellion. La question de la logistique, un autre facteur déterminant dans le résultat de la bataille, n’est pas mentionnée dans le roman. Le vrai Guan Yu mérite certainement des félicitations pour sa bravoure et pour avoir réussi à conduire une petite troupe contre un ennemi qui lui était presque dix fois supérieur en nombre, et aussi pour avoir obtenu une victoire étonnante durant la première partie des combats. Mais, dans le roman, ses exploits sont exagérés car l’auteur, Luo Guanzhong, voue une adoration personnelle à Guan Yu, qui est le personnage le plus idéalisé et glorifié dans ses écrits.